# Campeonato Mundial de Ciclismo em Pista juniores
Os Campeonatos mundiais de ciclismo em pista juniores (UCI Juniores Track World Championships em inglês) são os campeonatos mundiais de ciclismo em pista organizados pelo UCI para os corredores juniores, isto é de 17 e 18 anos.

## Organização
De 1975 a 1996, os campeonatos em pista juniores foram organizados na mesma região que as campeonatos Mundiais de ciclismo de estrada juniores, mas não nas mesmas datas. Entre 1997 e 2004, foram organizados independentemente. De 2005 a 2009, as competições tiveram lugar conjuntamente aos Mundiais em estrada juniores. Desde 2010, são organizados novamente separadamente.

## Edições
| Ano  | País              | Cidade                   |
| ---- | ----------------- | ------------------------ |
| 1975 | Suíça             | Orbe e Le Chalet-à-Gobet |
| 1976 | Bélgica           | Liège                    |
| 1977 | Áustria           | Viena                    |
| 1978 | Estados Unidos    | Washington               |
| 1979 | Argentina         | Buenos Aires             |
| 1980 | México            | México                   |
| 1981 | Alemanha Oriental | Grimma                   |
| 1982 | Itália            | Marsciano e Deruta       |
| 1983 | Nova Zelândia     | Wanganui                 |
| 1984 | França            | Caem                     |
| 1985 | Alemanha          | Stuttgart                |
| 1986 | Marrocos          | Casablanca               |
| 1987 | Itália            | Bergame                  |
| 1988 | Dinamarca         | Odense                   |
| 1989 | União Soviética   | Moscovo                  |
| 1990 | Reino Unido       | Middlesbrough            |

| Ano  | País           | Cidade                             |
| ---- | -------------- | ---------------------------------- |
| 1991 | Estados Unidos | Colorado Springs                   |
| 1992 | Grécia         | Atenas                             |
| 1993 | Austrália      | Perth (Austrália Ocidental)\|Perth |
| 1994 | Equador        | Quito                              |
| 1995 | San Marino     | San Marinho                        |
| 1996 | Eslovênia      | Novo Mesto                         |
| 1997 | África do Sul  | Cidade do Cabo                     |
| 1998 | Cuba           | Havana                             |
| 1999 | Grécia         | Atenas                             |
| 2000 | Itália         | Fiorenzuola                        |
| 2001 | Estados Unidos | Trexlertown                        |
| 2002 | Austrália      | Melbourne                          |
| 2003 | Rússia         | Moscovo                            |
| 2004 | Estados Unidos | Los Angeles                        |
| 2005 | Áustria        | Viena                              |
| 2006 | Bélgica        | Gante                              |

| Ano  | País          | Cidade               |
| ---- | ------------- | -------------------- |
| 2007 | México        | Aguascalientes       |
| 2008 | África do Sul | Cidade do Cabo       |
| 2009 | Rússia        | Moscovo              |
| 2010 | Itália        | Montichiari          |
| 2011 | Rússia        | Moscovo              |
| 2012 | Nova Zelândia | Invercargill         |
| 2013 | Reino Unido   | Glasgow              |
| 2014 | Coreia do Sul | Seul                 |
| 2015 | Cazaquistão   | Astana               |
| 2016 | Suíça         | Aigle                |
| 2017 | Itália        | Montichiari          |
| 2018 | Suíça         | Aigle                |
| 2019 | Alemanha      | Frankfurt-sur-l'Oder |
| 2020 | Egito         | Le Caire             |
| 2021 | Israel        | Tel Aviv             |
| 2022 | Suíça         | Aigle                |

## Palmarés

### Homens

#### Americana
| Anos | Ouro                                            | Prata                                            | Bronze                                                 |
| ---- | ----------------------------------------------- | ------------------------------------------------ | ------------------------------------------------------ |
| 2002 | França · Tom Thiblier · Matthieu Ladagnous      | Austrália · Jonathan Clarke · Christopher Sutton | Alemanha · Florian Piper · Sebastian Frey              |
| 2003 | Rússia · Mikhail Ignatiev · Nikolai Trussov     | Alemanha · Marcel Barth · Leonardo Pappalardo    | Países Baixos · Niels Pieters · Wim Stroetinga         |
| 2004 | Austrália · Miles Olman · Matthew Goss          | Bélgica · Tim Mertens · Tim Roels                | França · Jérémy Besson · Tuanua Zahn                   |
| 2005 | Rússia · Alexey Shiryaev · Andrey Klyuev        | Alemanha · Marcel Kalz · Norman Dimde            | Austrália · Cameron Meyer · Mitchell Pearson           |
| 2006 | Austrália · Cameron Meyer · Travis Meyer        | Países Baixos · Pim Ligthart · Jeff Vermeulen    | Itália · Fabrizio Braggion · Elia Viviani              |
| 2007 | Rússia · Alexander Petrovskiy · Evgueni Kovalev | Austrália · Leigh Howard · Glenn O'Shea          | Colômbia · Edwin Ávila · Jaime Ramírez                 |
| 2008 | Austrália · Thomas Palmer · Luke Davison        | Bélgica · Tosh Van der Sande · Gijs Van Hoecke   | Suíça · Silvan Dillier · Claudio Imhof                 |
| 2009 | Austrália · Alex Carver · Luke Durbridge        | Bélgica · Jochen Deweer · Gijs Van Hoecke        | Dinamarca · Christian Kreutzfeldt · Sebastian Lander   |
| 2010 | Reino Unido · Simon Yates · Daniel McLay        | Rússia · Roman Ivlev · Kirill Sveshnikov         | França · Stéphane Lemoine · Yoän Vérardo               |
| 2011 | Austrália · Alexander Edmondson · Jackson Law   | Nova Zelândia · Alex Frame · Fraser Gough        | Espanha · Julio Amores · José Romero Alonso            |
| 2012 | Colômbia · Fernando Gaviria · Jordan Parra      | Bélgica · Jonas Rickaert · Otto Vergaerde        | Nova Zelândia · Dylan Kennett · Hayden McCormick       |
| 2013 | Dinamarca · Mathias Krigbaum · Jonas Poulsen    | Nova Zelândia · Liam Aitcheson · Regan Gough     | Austrália · Joshua Harrison · Sam Welsford             |
| 2014 | Nova Zelândia · Regan Gough · Luke Mudgway      | Alemanha · Marc Jurczyk · Manuel Porzner         | Portugal · Ivo Oliveira · Rui Oliveira                 |
| 2015 | Austrália · Rohan Wight · Kelland O'Brien       | Rússia · Dmitriy Markov · Maksim Piskunov        | Itália · Imerio Cume · Carloalberto Giordani           |
| 2016 | Suíça · Marc Hirschi · Reto Müller              | Nova Zelândia · Campbell Stewart · Thomas Sexton | Austrália · Kelland O'Brien · Cameron Scott            |
| 2017 | Dinamarca · Mathias Larsen · Julius Johansen    | Rússia · Lev Gonov · Gleb Syritsa                | Austrália · Isaac Buckell · Godfrey Slattery           |
| 2018 | Austrália · Blake Quick · Lucas Plapp           | Rússia · Lev Gonov · Gleb Syritsa                | Dinamarca · Oliver Wulff Frederiksen · Matias Malmberg |
| 2019 | Nova Zelândia · Laurence Pithie · Klaan Vatios  | Alemanha · Tim Torn Teutenberg · Hannes Wilksch  | França · Clément Petit · Kévin Vauquelin               |

#### Corrida por pontos
| Anos | Ouro                 | Prata               | Bronze                   |
| ---- | -------------------- | ------------------- | ------------------------ |
| 1975 | Henry Rinklin        | Miodrag Marinković  | Eddy Torfs               |
| 1976 | Rüdiger Leitlof      | Jens Schrøder       | P. Torresan              |
| 1977 | Miroslav Junec       | Rüdiger Leitlof     | Allan Peiper             |
| 1978 | Kenny De Maerteleire | Allan Peiper        | Michael Marx             |
| 1979 | Teun van Vliet       | Nikolay Trusov      | Jean-François Chaurin    |
| 1980 | Uwe Messerschmidt    | Matthias Lange      | José Youshimatz          |
| 1981 | Fabio Lana           | Matthias Lange      | Kenneth Bering           |
| 1982 | Mauro Ribeiro        | Philippe Grivel     | Keun Heng Cho            |
| 1983 | Andreas Kappes       | Dean Woods          | Robert Muzio             |
| 1984 | Viatcheslav Ekimov   | Johan Devos         | P. Lucchini              |
| 1985 | Robert Waller        | Peter Naessens      | Louis de Koning          |
| 1986 | Stefan Steinweg      | R. Nielsen          | Roxan Vandervelde        |
| 1987 | Marcel Beumer        | Stefan Steinweg     | Evgueny Anachkine        |
| 1988 | Andreas Beikirch     | Claudio Camin       | Dobrin Vasilev           |
| 1989 | Patrick Vetsch       | Mojmir Andrys       | Brett Aitken             |
| 1990 | Alexander Zaitsev    | Léon van Bem        | Holger Schardt           |
| 1991 | Alexander Ivankin    | Danilo Hondo        | Markus Zberg             |
| 1992 | Bernard Panton       | Alexander Simonenko | Mirko Mariani            |
| 1993 | Thorsten Rund        | Mauro Trentini      | Bradley McGee            |
| 1994 | Marlon Pérez         | Tim De Peuter       | Ronny Lauke              |
| 1995 | Cristian Leoni       | René Saenz          | Torsten Nitsche          |
| 1996 | Vladislav Borisov    | Matthew Meaney      | Oscar Carmona            |
| 1997 | Michael Rogers       | Libor Hlavac        | Morten Voss Christiansen |
| 1998 | Sergueï Klimov       | Jens Mouris         | Emmanuel Bertoldi        |
| 1999 | Viktor Rapinski      | Devid Garbelli      | Tomas Vaitkus            |
| 2000 | Davide Tortella      | Peter Dawson        | Yevgeniy Yakovlev        |
| 2001 | Nikita Eskov         | Jos Pronk           | Aarón Kemps              |
| 2002 | Mikhail Ignatiev     | Vitaliy Kondrut     | Gideon De Jong           |
| 2003 | Miles Olman          | Mickaël Delage      | Dmytro Grabovskyy        |
| 2004 | Marcel Barth         | Miles Olman         | Jérémy Besson            |
| 2005 | Egidijus Jursys      | Michel Kreder       | Roman Maximov            |
| 2006 | Oleksandr Martynenko | Jonathan Bellis     | Travis Meyer             |
| 2007 | Nikita Novikov       | Bouke Kuiper        | Jason Christie           |
| 2008 | Tosh Van der Sande   | Cristóbal Olavarría | Luke Durbridge           |
| 2009 | Sebastian Lander     | Yu Motusana         | Matvey Zubov             |
| 2010 | Jordan Kerby         | Stéphane Lemoine    | Kirill Sveshnikov        |
| 2011 | Domenic Weinstein    | Mher Mkrtchyan      | Alex Frame               |
| 2012 | Leung Chun Wing      | Aydar Zakarin       | Cristian Cornejo         |
| 2013 | Benjamin Thomas      | Liam Aitcheson      | Ivo Oliveira             |
| 2014 | Regan Gough          | Nikolai Ilichev     | Edgar Stepanyan          |
| 2015 | Shunsuke Imamura     | Edgar Stepanyan     | Gerben Thijssen          |
| 2016 | Szymon Krawczyk      | Matt Walls          | Li Wen-chao              |
| 2017 | Oleg Kanaka          | Iván Gerasimov      | JB Murphy                |
| 2018 | Lucas Plapp          | Filip Prokopyszyn   | Robin Juel Skivild       |
| 2019 | Vlas Shichkin        | Kévin Vauquelin     | Raúl Garcia Pierna       |

#### Keirin
| Evento | Ouro                 | Prata            | Bronze              |
| ------ | -------------------- | ---------------- | ------------------- |
| 2002   | Mark French          | Andy Lakatosh    | Alexey Hamachev     |
| 2003   | Tsubasa Kitatsuru    | Daniel Thorsen   | Mikhail Shikhalev   |
| 2004   | Désattribué          | Daniel Thorsen   | Francesco Kanda     |
| 2005   | Chrístos Volikákis   | Rafal Poper      | René Enders         |
| 2006   | Jason Kenny          | Ghislain Boiron  | Nicolas Bourin      |
| 2007   | Christian Lyte       | David Daniell    | Matteo Pelucchi     |
| 2008   | Charlie Conord       | Sotirios Bretas  | Paul Fellows        |
| 2009   | Sam Webster          | Rino Gasparrini  | Alexander Reinelt   |
| 2010   | Matthew Glaetzer     | Mauricio Quiroga | Matthew Baranoski   |
| 2011   | Julien Palma         | Nikita Shurshin  | Ismael Verdugo      |
| 2012   | Jacob Schmid         | Emerson Harwood  | Alexander Dubchenko |
| 2013   | Sergey Gorlov        | Jaroslav Snasel  | Alexander Dubchenko |
| 2014   | Sergey Gorlov        | Benjamin Gil     | Patryk Rajkowski    |
| 2015   | Derek Radzikiewicz   | Jiří Janošek     | Moritz Meissner     |
| 2016   | Conor Rowley         | Martin Cechman   | David Orgambide     |
| 2017   | Pavel Perschuk       | Daniel Rochna    | James Brister       |
| 2018   | Jakub Stastny        | Esow Alban       | Andrey Chugay       |
| 2019   | Konstantinos Livanos | Sam Gallagher    | Esow Alban          |

#### Quilómetro Contrarrelógio
| Anos | Ouro                | Prata                 | Bronze                   |
| ---- | ------------------- | --------------------- | ------------------------ |
| 1977 | Rainer Hönisch      | Miroslav Junec        | Heinz Isler              |
| 1978 | Frank Micke         | Sergueï Kopylov       | Heinz Isler              |
| 1979 | Fredy Schmidtke     | Gadis Lapinch         | Michel Cortinovis        |
| 1980 | Maic Malchow        | Andris Lotsmelis      | Rob Werner               |
| 1981 | Marcelo Alexandre   | Dirk Streicher        | Stefano Baudino          |
| 1982 | Andreas Ganske      | Alberto-Max Salvini   | M. Sourmava              |
| 1983 | Alan Miller         | Kenneth Røpke         | Christian Huber          |
| 1984 | Jens Glücklich      | Craig Alan Schommer   | Fr. Egner                |
| 1985 | Silvio Boarin       | Robert Lechner        | Johnny Franck            |
| 1986 | Vladimir Sultanov   | Marek Skorski         | Bernardo Gonzalez Minano |
| 1987 | Ronny Kirchhoff     | Jury Emilianov        | Bernardo Gonzalez Minano |
| 1988 | Kai Melcher         | K. Valtchev           | Sergeï Bagmat            |
| 1989 | Konstantin Smurygin | Tom Steels            | Kai Melcher              |
| 1990 | Alexandr Khromikh   | Maciej Sztykiel       | Shane Kelly              |
| 1991 | Laurent Accart      | Simon Kersten         | Aldo Capelli             |
| 1992 | Florian Rousseau    | Darryn Hill           | Michael Scheurer         |
| 1993 | Michael Scheurer    | Alberto Ben Guerreiro | Sébastien Morelon        |
| 1994 | Jan van Eijden      | Tony Homan            | Diego Ortega             |
| 1995 | Joshua Kersten      | Andreas Thelen        | Luca Cortelazzi          |
| 1996 | Damien Gerard       | Crescenzo De Amore    | Nathan Clarke            |
| 1997 | Jeffrey Hopkins     | Tim Zuhlke            | Alberto Loddo            |
| 1998 | Ben Kersten         | Yosvany Pol           | Jérôme Hubschwerlin      |
| 1999 | Ben Kersten         | Marco Brossa          | Jobie Dajka              |
| 2000 | Mark Renshaw        | Andriy Vynokurov      | Nikolo Marelli           |
| 2001 | Theo Bos            | Mathieu Mandard       | Christian Stahl          |
| 2002 | Wade Cosrove        | François Pervis       | Ahmed López              |
| 2003 | Filip Ditzel        | Didier Henriette      | Dominik Harzheim         |
| 2004 | Maximilian Levy     | Kan Donativo-jin      | David-Alexandre Cabrol   |
| 2005 | Maximilian Levy     | Kévin Sireau          | Scott Sunderland         |
| 2006 | Scott Sunderland    | Christian Lyte        | David Daniell            |
| 2007 | Thomas Palmer       | Edward Dawkins        | Daniel Rackwitz          |
| 2008 | Quentin Lafargue    | Thomas Palmer         | Scott Law                |
| 2009 | Nikolay Zhurkin     | Loris Paoli           | Krzysztof Maksel         |
| 2010 | Bernard Esterhuizen | Julien Palma          | Maddison Hammond         |
| 2011 | Jaron Gardiner      | Benjamin Edelin       | Matthew Baranoski        |
| 2012 | Zachary Shaw        | Dylan Kennett         | Jakub Vyvoda             |
| 2013 | Maximilian Dörnbach | Alexander Dubchenko   | Zachary Shaw             |
| 2014 | Jiří Janošek        | Alexey Nosov          | Muhammad Modh Zonis      |
| 2015 | Jiří Janošek        | Aleksandr Vasyukhno   | Cameron Scott            |
| 2016 | Stefan Ritter       | Bradly Knipe          | Na Jung-gyu              |
| 2017 | Pavel Perschuk      | Carl Hinze            | Jackson Ogle             |
| 2018 | Thomas Cornish      | Jakub Stastny         | Anton Höhne              |
| 2019 | Tobias Buck-Gramcko | Daan Kool             | Matteo Bianchi           |

#### Omnium
| Anos | Ouro             | Prata                | Bronze               |
| ---- | ---------------- | -------------------- | -------------------- |
| 2007 | Glenn O'Shea     | Myron Simpson        | Maurice Calles       |
| 2008 | Luke Davison     | Moreno De Pauw       | Ramón Domene         |
| 2009 | Bryan Coquard    | Konstantin Kuperasov | Nikias Arndt         |
| 2010 | Bryan Coquard    | Samuel Harrison      | Lucas Liss           |
| 2011 | Caleb Ewan       | Roman Ivlev          | Dylan Kennett        |
| 2012 | Fernando Gaviria | Jonathan Dibben      | Tirian McManus       |
| 2013 | Jack Edwards     | Marc Jurczyk         | Casper Pedersen      |
| 2014 | Casper Pedersen  | Sam Welsford         | Kim Ji-hun           |
| 2015 | Campbell Stewart | Rohan Wight          | Max Kanter           |
| 2016 | Campbell Stewart | Tomás Contte         | Julius Johansen      |
| 2017 | Julius Johansen  | Stephen Cuff         | Uladzislau Zimoschik |
| 2018 | Donavan Grondin  | Frederik Wandahl     | Blake Quick          |
| 2019 | Laurence Pithie  | Graeme Frislie       | Park Young-kyon      |

#### Perseguição individual
| Anos | Ouro                   | Prata                  | Bronze                |
| ---- | ---------------------- | ---------------------- | --------------------- |
| 1975 | Robert Dill-Bundi      | José Palma             | Igor Pelipenko        |
| 1976 | Robert Dill-Bundi      | Gerald Mortag          | Michael Richards      |
| 1977 | Hans-Joachim Pohl      | Thomas Schnelle        | Viatcheslav Soumarkov |
| 1978 | Axel Grosser           | Viktor Manakov         | Thomas Schnelle       |
| 1979 | Gadis Lapinch          | Greg LeMond            | Philippe Chevallier   |
| 1980 | Dainis Liepiņš         | Mario Kummer           | Uwe Tromer            |
| 1981 | Reinhard Alber         | Marat Ganeïev          | Martin Palis          |
| 1982 | Carsten Wolf           | Marat Ganeïev          | Reinhard Alber        |
| 1983 | Dean Woods             | Mikhail Svechnikov     | Roy Knickman          |
| 1984 | Dean Woods             | Viatcheslav Ekimov     | Mikhail Svechnikov    |
| 1985 | Arteūraso Kasputis     | Robert Waller          | Gary Anderson         |
| 1986 | Sergeï Vodopianov      | Gianluca Bortolami     | David Solari          |
| 1987 | Evgueny Anachkine      | Marcel Beumer          | Michael Rich          |
| 1988 | Dmitri Nelyubin        | Evgueny Anachkine      | Nathan Page           |
| 1989 | Dmitri Nelyubin        | Vasyl Yakovlev         | Servia Knaven         |
| 1990 | Vasyl Yakovlev         | Tim O'Shannessey       | Konstantin Gorbachov  |
| 1991 | Roman Saprykhine       | Anthon Vermaerke       | George Hincapie       |
| 1992 | Roman Saprykhine       | Alexander Simonenko    | Bogdan Bondariew      |
| 1993 | Bradley McGee          | Cristian Bianchini     | Thorsten Rund         |
| 1994 | Bradley McGee          | Thorsten Rund          | Luke Roberts          |
| 1995 | Luke Roberts           | Matthew Meaney         | Daniel Becke          |
| 1996 | Matthew Meaney         | Daniel Becke           | Timothy Lyons         |
| 1997 | Marco Hesselschwerdt   | Michael Rogers         | Christian Bach        |
| 1998 | Bradley Wiggins        | Daniel Palicki         | Thue Houlberg Hansen  |
| 1999 | Andrew Mason           | Nicholas Graham-Dawson | Daniel Schlegel       |
| 2000 | Volodymyr Dyudya       | Tomas Vaitkus          | Alexander Serov       |
| 2001 | Christoph Meschenmoser | Volodymyr Dyudya       | Sven Krauss           |
| 2002 | Mark Jamieson          | Mikhail Ignatiev       | Serguei Ulakov        |
| 2003 | Alexander Khatuntsev   | Michael Ford           | Chris Pascoe          |
| 2004 | Michael Ford           | Sascha Damrow          | Patrick Gretsch       |
| 2005 | Andrew Tennant         | Sam Bewley             | Ivan Rovny            |
| 2006 | Cameron Meyer          | Westley Gough          | Jesse Sargento        |
| 2007 | Travis Meyer           | Evgueni Kovalev        | Leigh Howard          |
| 2008 | Taylor Phinney         | Rohan Dennis           | Jason Christie        |
| 2009 | Michael Hepburn        | Konstantin Kuperasov   | Ivan Savitskiy        |
| 2010 | Lasse Norman Hansen    | Dale Parker            | Viktor Manakov        |
| 2011 | Park Sang-hoon         | Moritz Schaffner       | Jackson Law           |
| 2012 | Tom Bohli              | Dylan Kennett          | Alexander Morgan      |
| 2013 | Zachary Shaw           | Callum Scotson         | Pavel Chursin         |
| 2014 | Ivo Oliveira           | Regan Gough            | Daniel Fitter         |
| 2015 | Leo Appelt             | Daniel Staniszewski    | Kelland O'Brien       |
| 2016 | Stefan Bissegger       | Rasmus Pedersen        | Bastian Flicke        |
| 2017 | Johan Price-Pejtersen  | Xeno Young             | Lev Gonov             |
| 2018 | Lev Gonov              | Ethan Vernon           | Gleb Syritsa          |
| 2019 | Tobias Buck-Gramcko    | Nicolas Heinrich       | Tristan Jussaume      |

#### Perseguição por equipas
| Anos | Ouro | Prata                                                                                           | Bronze                                                                                               |
| ---- | --- | ----------------------------------------------------------------------------------------------- | --- |
| 1975 | União Soviética · Igor Pelipenko · Sergei Blocin · Viatcheslav Kouchti · Evgeni Jelisarov                 | Alemanha Oriental · Martin Hertel · Jürgen Lippold · Hans-Joachim Meisch · Gerald Mortag        | Itália · Nazareno Berto · Cessar Cipollini · Giuseppe Frosi · Dante Morandi                          |
| 1976 | Alemanha Oriental · Gerald Mortag · Detlef Macha · Jürgen Lippold · Olaf Hill                             | Itália · Silvestro Milani · Roberto Bonanzi · Dante Morandi · Domenico Pellegrino               | União Soviética · Nikolaï Makarov · Nikolai Seduro · Peter Tchevardov · Valeri Uraev                 |
| 1977 | Alemanha Oriental · Thomas Schnelle · Hans-Joachim Pohl · Robby Gerlach · Jürgen Kummer                   | Alemanha Oriental · Christian Goldschagg · Ralf Wicke · Markus Intra · Bodo Zehner              | União Soviética · Vlatcheslav Soumarokov · Alexandre Krasnov · Alexandre Moustavine · Viktor Manakov |
| 1978 | União Soviética · Alexandre Krasnov · Nikolai Kuznetsov · Viktor Manakov · Ivan Mitchenko                 | Alemanha Oriental · Frank Enger · Markus Intra · Michael Maue · Peter Stalla                    | Alemanha Oriental · Bernd Dittert · Michael Koller · Axel Grosser · Thomas Schnelle                  |
| 1979 | União Soviética · Gadis Liepinsch · Dainis Liepiņš · Vladimir Baluk · Yuri Petrov                         | França · Daniel Pandèle · Philippe Chevallier · Jean-François Dury · François Jurain            | Alemanha Oriental · Fredy Schmidtke · Andreas Suckert · Günther Kobek · Gerhard Strittmatter         |
| 1980 | União Soviética · Andris Lotsmelis · Dainis Liepiņš · Martin Palis · Sergei Agupov                        | Alemanha Oriental · Mario Kummer · Frank Kuhn · Uwe Tromer · Gerald Buder                       | Reino Unido · Pierce Hewitt · Gary Sadler · Darryl Webster · Anthony Mayer                           |
| 1981 | União Soviética · Dainis Grantinch · Martin Palis · Marat Ganeïev · Yuri Kasakov                          | Alemanha Oriental · Frank Siggelkowe · Carsten Wolf · Steven Planitzer · Thomas Raddatz         | França · Pascal Carrara · Bruno Wojtinek · Christian Noiret · Dominique Lecrocq                      |
| 1982 | União Soviética · Vladimir Diatchenko · Vassili Schpundov · Armand Freymanis · Valeri Grinskovski         | Alemanha Oriental · Carsten Wolf · Thomas Raddatz · Siegurt Müller · Eike Backhaus              | Dinamarca · Lars Otto Olsen · Peter Clausen · Jørgen Falkbøll · Kenneth Røpke                        |
| 1983 | Dinamarca · Kenneth Røpke · Mark Kubach · Lars Otto Olsen · Klaus Kynde                                   | Estados Unidos · Tim Hinz · Craig Alan Schommer · Roy Knickman · Kit Kyle                       | Itália · Walter Zini · Gianni Bortolazzo · Stefano Boschini · Orlando Gordini                        |
| 1984 | União Soviética · Viatcheslav Ekimov · Evgeni Murin · Mikhail Svechnikov · Dimitri Denkov                 | Alemanha Oriental · Frank Egner · Volker Kirn · Michael Kotter · Siegurt Müller                 | Dinamarca · Klaus Kynde · Johnny Franck · Kenneth Lyngholm · Torben Steen Jakobsen                   |
| 1985 | Alemanha Oriental · Thomas Liese · Steffen Blochwitz · Uwe Preissler · Michaël Bock                       | Itália · Fabio Ragazzi · Fabio Ragazzi · Angelo Denti · Fabio Baldato                           | União Soviética · Aleksandr Klaus · Arteūraso Kasputis · Aleksandr Tolkatchev · Anatoly Veselov      |
| 1986 | União Soviética · Sergeï Vodopianov · Remigius Lupeikis · Aida Klimavitschus · Dragos Tschivinski         | Alemanha Oriental · Dirk Vogel · Jorg Pawelczyk · Andreas Bach · Thomas Liese                   | Itália · Gianluca Bortolami · David Solari · Fabio Baldato · Endrio Leoni                            |
| 1987 | União Soviética · Vadim Kravchenko · Mikhail Orlov · Dimitri Zhdanov · Valeri Butaro                      | Itália · Giovanni Lombardi · Gianluca Gorini · Andrea Colinelli · Ivan Beltrami                 | Alemanha Oriental · Guido Fulst · Jorg Pawelczyk · Frank Demel · Jurgen Weber                        |
| 1988 | União Soviética · Dmitri Nelyubin · Alexander Gontchenkov · Valeri Butaro · Evgueny Anachkine             | Austrália · Darren Winter · Nathan Página · Terk Kingsland · David Bink                         | Alemanha Oriental · Guido Fulst · Jürgen Werner · Ingo Claus · Matthias Friedel                      |
| 1989 | União Soviética · Dmitri Nelyubin · Oleg Klevtsov · Sergeï Beloskalenko · Oleg Pletnikov                  | Austrália · Simon Lalder · Brett Aitken · David Bink · Nathan Page                              | Alemanha Oriental · Jan Küchnert · Andreas Neumann · Jan Norden · Heiko Rüchel                       |
| 1990 | União Soviética · Alexandre Erochenko · Oleg Bakhmetiev · Vladimir Krivonose · Serguei Golovko            | Alemanha Oriental · Mark Kreuscher · Oliver Carl · Sven Landwehrkamp · Olaf Pollack             | Austrália · Stuart O'Grady · Damian McDonald · Matthew Gilmore · Tim O'Shannessey                    |
| 1991 | União Soviética · Nikolai Kuznetsov · Roman Saprykhine · Alexander Ivankin · Anton Chantyr                | Alemanha · Jörg Wohllaub · Danilo Hondo · Olaf Pollack · Sascha Henrix                          | Austrália · Stuart O'Grady · Rodney McGee · Henk Vogels · Leigh Bryan                                |
| 1992 | União Soviética · Roman Saprykhine · Anton Chantyr · Igor Soloviev · Alexei Bjakov                        | Alemanha · Marc Obermann · Rüdiger Knispel · Terkus Köcknitz · Danilo Hondo                     | Austrália · Matthew White · Bernard Panton · Rodney McGee · Nathan O'Neill                           |
| 1993 | Alemanha · Ronny Lauke · Dirk Ronellenfitsch · Thorsten Rund · Holger Roth                                | Tchecoslováquia · Ondřej Sosenka · Jozef Zabka · Jakub Sara · Pavel Boudny                      | Nova Zelândia · Eamonn Gilbert · Lee Maxwell Vertongen · Julian Dean · Brent Johnson                 |
| 1994 | Austrália · Bradley McGee · Ian Christison · Grigg Homan · Luke Roberts                                   | Alemanha · Heiko Szonn · Ronny Lauke · Lutz Birkenkamp · Michael Werner                         | Itália · Maurizio Semprini · Massimo Ferraretto · Alessandro Rotaciona · Vicenzo Monterosso          |
| 1995 | Austrália · Ian Christison · Timothy Lyons · Matthew Meaney · Luke Roberts                                | Alemanha · Stephan Schreck · Torsten Nitsche · Klaus Mutschler · Daniel Becke                   | Chéquia · Martin Bláha · Petr Klasa · Patrik Pech · Josef Doutnac                                    |
| 1996 | Austrália · Timothy Lyons · Matthew Sparnon · Luke Kuss · Matthew Meaney                                  | Alemanha · Stephan Schreck · Sebastian Siedler · Daniel Becke · Robert Kaiser                   | Itália · Cristian Pepoli · Moreno Pizzocri · Alex Dal Cortile · Matteo Cacco                         |
| 1997 | Austrália · Graeme Brown · Scott Davis · Brett Lancaster · Michael Rogers                                 | Alemanha · Robert Kaiser · Terco Hesselschwerdt · Eric Baumann · Christian Bach                 | Itália · Manuel Quinziato · Ivan Ravaioli · Luca Barazzutti · Francesco Colavito                     |
| 1998 | Alemanha · Daniel Palicki · Terc Altmann · Daniel Schlegel · Mark Schneider                               | Itália · Filippo Pozzato · Angelo Ciccone · Paolo Menaspà · Giordano Colombini                  | Chéquia · Libor Hlavac · Josef Kankovsky · Stanislav Kozubek · Michael Moureceki                     |
| 1999 | Austrália · Andrew Mason · Peter Dawson · Kieran Cameron · Nicholas Graham-Dawson                         | Alemanha · Marc Altmann · Markus Fothen · Daniel Schlegel · Christian Müller                    | Itália · Maurizio Biondo · Filippo Pozzato · Fabio Lovato · Luca Capuzzo                             |
| 2000 | Lituânia · Tomas Vaitkus · Simas Raguockas · Vytautas Kaupas · Sergejus Apionkinas                        | França · William Bonnet · Romain Genter · Nicolas Rousseau · Grégory Bernard                    | Rússia · Nikita Eskov · Pavel Brutt · Alexander Serov · Almaz Baigoujine                             |
| 2001 | França · Aurélien Mingot · Sébastien Gréau · Kevin Gouellain · Fabien Sanchez                             | Alemanha · Christoph Meschenmoser · Karl-Christian König · Henning Bommel · Robert Bengsch      | Rússia · Alexey Shmidt · Ilya Krestianinov · Roman Paramonov · Alexei Tchounossov                    |
| 2002 | Rússia · Ilya Krestianinov · Alexander Khatuntsev · Serguei Ulakov · Mikhail Ignatiev                     | Austrália · Mark Jamieson · Sean Finning · Nicholas Sanderson · Christopher Sutton              | Chéquia · Petr Lechner · Richard Ondryas · David Studnicka · Lubor Kosicka                           |
| 2003 | Rússia · Mikhail Ignatiev · Nikolai Trussov · Anton Mindlin · Kirill Demura                               | Alemanha · Frank Schulz · Stefan Schäfer · Sascha Damrow · Christian Kux                        | Austrália · Michael Ford · Chris Pascoe · Sean Finning · Andrew Wyper                                |
| 2004 | Austrália · Miles Olman · Michael Ford · Matthew Goss · Simon Clarke                                      | Alemanha · Matthias Hahn · Stefan Schäfer · Patrick Gretsch · Sascha Damrow                     | Rússia · Andrey Klyuev · Sergey Kolesnikov · Ivan Kovalev · Alexei Bayer                             |
| 2005 | Nova Zelândia · Sam Bewley · Darren Shea · Westley Gough · Jesse Sargento                                 | Reino Unido · Ross Sander · Andrew Tennant · Steven Burke · Ian Stannard                        | Austrália · Zakkari Dempster · Cameron Meyer · Mitchell Pearson · Matthew Pettit                     |
| 2006 | Austrália · Cameron Meyer · Travis Meyer · Jack Bobridge · Leigh Howard                                   | Nova Zelândia · Jesse Sargento · Shem Rodger · Westley Gough · Shane Archbold                   | Reino Unido · Jonathan Bellis · Steven Burke · Alex Dowsett · Peter Kennaugh                         |
| 2007 | Austrália · Leigh Howard · Travis Meyer · Jack Bobridge · Glenn O'Shea                                    | Rússia · Evgueni Kovalev · Kirill Baranov · Nikita Novikov · Alexander Petrovskiy               | Itália · Giacomo Nizzolo · Paolo Locatelli · Elia Viviani · Luca Pirini                              |
| 2008 | Austrália · Luke Davison · Rohan Dennis · Luke Durbridge · Thomas Palmer                                  | Rússia · Konstantin Kuperasov · Artur Ershov · Viktor Shmalko · Matvey Zubov                    | Nova Zelândia · Jason Christie · Ruaraidh McLeod · Aarón Gate · Michael Vink                         |
| 2009 | Rússia · Konstantin Kuperasov · Viktor Manakov · Ivan Savitskiy · Matvey Zubov                            | Austrália · Michael Hepburn · Luke Durbridge · Peter Loft · Dá-lhe Parker                       | Alemanha · Nikias Arndt · Lucas Liss · Christopher Muche · Kersten Thiele                            |
| 2010 | Austrália · Jackson Law · Edward Bissaker · Jordan Kerby · Mitchell Lovelock-Fay                          | Reino Unido · Samuel Harrison · Owain Doull · Daniel McLay · Simon Yates                        | Alemanha · Lucas Liss · Maximilian Beyer · Christopher Muche · Kersten Thiele                        |
| 2011 | Austrália · Jack Cummings · Alexander Edmondson · Jackson Law · Alexander Morgan                          | Rússia · Roman Ivlev · Alexey Ryabkin · Andrey Sazanov · Evgeny Zateshilov                      | Nova Zelândia · Scott Creighton · Alex Frame · Fraser Gough · Dylan Kennett                          |
| 2012 | Austrália · Jack Cummings · Evan Hull · Alexander Morgan · Miles Scotson                                  | Nova Zelândia · Liam Aitcheson · Dylan Kennett · Hayden McCormick · Hamish Schreurs             | Rússia · Alexey Kurbatov · Andrey Sazanov · Dmitry Strakhov · Aydar Zakarin                          |
| 2013 | Austrália · Jack Edwards · Joshua Harrison · Callum Scotson · Sam Welsford                                | Nova Zelândia · Liam Aitcheson · Regan Gough · Joshua Haggerty · Connor Stead                   | Rússia · Timur Gizzatullin · Sergei Mosin · Andrey Prostokshin · Dmitry Strakhov                     |
| 2014 | Austrália · Alexander Porter · Daniel Fitter · Callum Scotson · Sam Welsford                              | Colômbia · Jaime Restrepo · Wilmar Paredes · Julián Cardona · Javier Ignacio Montoya            | Nova Zelândia · Regan Gough · Nick Kergozou · Luke Mudgway · Jack Ford                               |
| 2015 | Austrália · Rohan Wight · Alex Rendell · Kelland O'Brien · James Robinson                                 | Suíça · Repto Müller · Stefan Bissegger · Robin Froidevaux · Gino Mäder                         | Rússia · Sergey Rostovtsev · Dmitriy Markov · Maksim Piskunov · Maksim Sukhov                        |
| 2016 | Nova Zelândia · Campbell Stewart · Jared Gray · Thomas Sexton · Connor Brown                              | Dinamarca · Rasmus Pedersen · Mathias Larsen · Julius Johansen · Kristian Eriksen               | Reino Unido · Matt Walls · Reece Wood · Ethan Hayter · Rhys Britton                                  |
| 2017 | Rússia · Lev Gonov · Gleb Syritsa · Ivan Smirnov · Dmitry Mukhomediarov                                   | Dinamarca · Johan Price-Pejtersen · Mathias Larsen · Julius Johansen · Oliver Wulff Frederiksen | Nova Zelândia · Joshua Scott · Corbin Strong · Aarón Wyllie · Harry Waine                            |
| 2018 | Nova Zelândia · Corbin Strong · George Jackson · Finn Fisher-Black · Bailey O'Donnell                     | França · Donavan Grondin · Nicola Hamon · Florian Pardon · Kévin Vauquelin · Louis Brulé        | Austrália · Blake Quick · Lucas Plapp · Matthew Encrespe · Luke Wight                                |
| 2019 | Alemanha · Hannes Wilksch · Tobias Buck-Gramcko · Nicolas Heinrich · Pierre-Pascal Keup · Moritz Kretschy | França · Kévin Vauquelin · Antonin Corvaisier · Clément Petit · Florian Pardon                  | Rússia · Ivan Novolodskii · Vlas Shichkin · Ilia Schegolkov · Egor Igoshev                           |

#### Scratch
| Evento | Ouro                  | Prata               | Bronze              |
| ------ | --------------------- | ------------------- | ------------------- |
| 2002   | Wim Stroetinga        | Sebastian Frey      | Alex Rasmussen      |
| 2003   | Sébastien Desplanques | Kamil Kuczynski     | Daniel Thorsen      |
| 2004   | Geraint Thomas        | Luis Mansilla       | Alexandre Pliuschin |
| 2005   | Philipp Klein         | Oleksandr Polivoda  | Loïc Perizzolo      |
| 2006   | Peter Kennaugh        | Morgan Lamoisson    | Vasileios Galanis   |
| 2007   | Travis Meyer          | Piotr Kasperkiewicz | Ángel Pulgar        |
| 2008   | Michael Vingerling    | Carlos Linares      | Alexander Caselles  |
| 2009   | Dario Sonda           | Matias Greve        | Adiq Othman         |
| 2010   | Pavel Karpenkov       | Bryan Coquard       | Didier Caspers      |
| 2011   | František Sisr        | Mher Mkrtchyan      | Ioánnis Spanópoulos |
| 2012   | Anton Muzychkin       | Jordan Parra        | Robert Gaineyev     |
| 2013   | Manuel Porzner        | Joshua Haggerty     | Cristian Cornejo    |
| 2014   | Sergey Rostovtsev     | Mathias Albrechtsen | Rui Oliveira        |
| 2015   | Campbell Stewart      | Yuttana Mano        | Denis Nekrasov      |
| 2016   | Batsaikhan Teshbayar  | Daniel Babor        | Moreno Marchetti    |
| 2017   | Daniel Babor          | Filip Prokopyszyn   | Iván Ruiz           |
| 2018   | Park Jooyoung         | Filip Prokopyszyn   | Samuel Thibaud      |
| 2019   | Benjamin Hertz        | Anderson Arboleda   | Jacob Decar         |

#### Velocidade individual
| Anos | Ouro                 | Prata                | Bronze              |
| ---- | -------------------- | -------------------- | ------------------- |
| 1975 | Ottavio Dazzan       | Gerhard Scheller     | Ralf-Guido Kuschy   |
| 1976 | Lutz Hesslich        | Ralf-Guido Kuschy    | Mario Pavirani      |
| 1977 | Lutz Hesslich        | Sergueï Kopylov      | Detlef Uibel        |
| 1978 | Sergueï Kopylov      | Mich. Hotzan         | Frank Micke         |
| 1979 | Fredy Schmidtke      | Michel Cortinovis    | Stefaan De Craene   |
| 1980 | Maic Malchow         | Olaf Arndt           | O. Guilachvli       |
| 1981 | Olaf Arndt           | P. Rampazzo          | Bruno Bannes        |
| 1982 | Nikolaï Kovch        | Bill Huck            | Maik Krannig        |
| 1983 | Takashi Seiko        | Nikolaï Kovch        | René Gullach        |
| 1984 | Michael Schulze      | Omar Mtchedlischwili | Jens Glücklich      |
| 1985 | Oleg Borzunov        | Heiko Rosen          | Kuraok Shintaro     |
| 1986 | Denis Lemyre         | Vladimir Sultanov    | Eyk Pokorny         |
| 1987 | Eyk Pokorny          | Tomas Tschage        | Federico Paris      |
| 1988 | Jens Fiedler         | Gianluca Capitano    | Oleg Lutshishin     |
| 1989 | Gianluca Capitano    | Jaroslav Jerabek     | Eduard Gruner       |
| 1990 | Ainārs Ķiksis        | Pavel Buráň          | Roberto Chiappa     |
| 1991 | Roberto Chiappa      | Pavel Buráň          | Darryn Hill         |
| 1992 | Ivan Quaranta        | Serguei Bokhanisev   | Florian Rousseau    |
| 1993 | Michael Scheurer     | Irek Wlock           | Darren Harry        |
| 1994 | Julio César Herrera  | Carlo Bottarelli     | Toshiyuki Ono       |
| 1995 | René Wolff           | Julio César Herrera  | Leonardo Branchi    |
| 1996 | René Wolff           | Arnaud Tournant      | Leonardo Branchi    |
| 1997 | Tim Zuhlke           | Kane Selin           | Andrea Garavelli    |
| 1998 | Mickaël Quemener     | Arnaud Dublé         | Jérôme Hubschwerlin |
| 1999 | Jobie Dajka          | Marco Jäger          | Ben Kersten         |
| 2000 | Ryan Bayley          | Łukasz Kwiatkowski   | Andriy Vynokurov    |
| 2001 | Mark French          | Robert Gerhardt      | Mathieu Mandard     |
| 2002 | Mark French          | Michael Seidenbecher | François Pervis     |
| 2003 | Tsubasa Kitatsuru    | Grégory Baugé        | Sebastian Döhrer    |
| 2004 | Shane Perkins        | Michael Blatchford   | Maximilian Levy     |
| 2005 | Maximilian Levy      | Kévin Sireau         | Benjamin Wittmann   |
| 2006 | Jason Kenny          | Scott Sunderland     | Daniel Ellis        |
| 2007 | Thierry Jollet       | Christian Lyte       | Peter Mitchell      |
| 2008 | Quentin Lafargue     | Charlie Conord       | Thierry Jollet      |
| 2009 | Sam Webster          | Stefan Bötticher     | Cristian Tamayo     |
| 2010 | Matthew Glaetzer     | Stefan Bötticher     | Maddison Hammond    |
| 2011 | John Paul            | Julien Palma         | Max Niederlag       |
| 2012 | Jacob Schmid         | Emerson Harwood      | Zachary Shaw        |
| 2013 | Svajunas Jonauskas   | Jeremy Presbury      | Vladislav Fedin     |
| 2014 | Park Jeone           | Sébastien Vigier     | Braeden Dean        |
| 2015 | Park Jeone           | Jiří Janošek         | Moritz Meissner     |
| 2016 | Bradly Knipe         | Conor Rowley         | Stefan Ritter       |
| 2017 | Rayan Helal          | Dmitrii Nesterov     | James Brister       |
| 2018 | Cezary Laczkowski    | Thomas Cornish       | Jakub Stastny       |
| 2019 | Konstantinos Livanos | Esow Alban           | Daan Kool           |

#### Velocidade por equipas
| Anos | Ouro                                                                                           | Prata                                                             | Bronze                                                                     |
| ---- | ---------------------------------------------------------------------------------------------- | ----------------------------------------------------------------- | -------------------------------------------------------------------------- |
| 1998 | França · Mickaël Quemener · Thomas Montano · Arnaud Dublé                                      | Austrália · Jobie Dajka · Joshua Rogash · Ben Kersten             | Itália · Marco Brossa · Terco Garzotto · Mattia Vecchi                     |
| 1999 | Austrália · Jobie Dajka · Mark Renshaw · Ben Kersten                                           | Itália · Marco Brossa · Nikolo Marelli · Michele Benetti          | Alemanha · Marco Jäger · Peter Clemen · David Rohler                       |
| 2000 | Austrália · Ryan Bayley · Jason Niblett · Mark Renshaw                                         | Rússia · Sergey Borisov · Denis Terenen · Nikolai Dmitriev        | Itália · Nikolo Marelli · Giovanni Carini · Mattia Trevisan                |
| 2001 | Austrália · Mark French · Kial Stewart · Jason Niblett                                         | França · Mathieu Mandard · François Pervis · Mickaël Murat        | Alemanha · Robert Gerhardt · Michael Seidenbecher · Sascha Hartelt         |
| 2002 | França · Mickaël Murat · Grégory Baugé · François Pervis                                       | Alemanha · Michael Spiess · Michael Seidenbecher · Dominik Krones | Chéquia · Filip Ditzel · Jaroslav Flendr · Daniel Lebl                     |
| 2003 | Alemanha · Sebastian Döhrer · Dominik Harzheim · Daniel Giese                                  | Rússia · Anton Rudoy · Denis Dmitriev · Stoyan Vasev              | Polónia · Pawel Kosciecha · Kamil Kuczynski · Michal Tokarz                |
| 2004 | Alemanha · Benjamin Wittmann · Robert Förstemann · Maximilian Levy                             | Japão · Yu Onishi · Kazumichi Sugata · Atsushi Shibasaki          | Austrália · Shane Perkins · Daniel Thorsen · Corey Heath                   |
| 2005 | Alemanha · Maximilian Levy · Benjamin Wittmann · René Enders                                   | França · Kévin Sireau · Alexandre que Voa · Michaël De Almeida    | Austrália · Daniel Ellis · Jeremy Hogg · Scott Sunderland                  |
| 2006 | Reino Unido · Jason Kenny · Christian Lyte · David Daniell                                     | Austrália · Byron Davis · Scott Sunderland · Daniel Ellis         | Grécia · Chrístos Volikákis · Zafíris Volikákis · Alexandros Floros        |
| 2007 | Reino Unido · Peter Mitchell · Christian Lyte · David Daniell                                  | França · Charlie Conord · Thierry Jollet · Quentin Lafargue       | Austrália · Byron Davis · Jason Holloway · Thomas Palmer                   |
| 2008 | França · Quentin Lafargue · Thierry Jollet · Charlie Conord                                    | Austrália · Scott Law · Peter Lewis · Ben Sanders                 | Polónia · Grzegorz Drejgier · Karol Kasprzyk · Rafał Sarnecki              |
| 2009 | Nova Zelândia · Cameron Karwowski · Ethan Mitchell · Sam Webster                               | Alemanha · Eric Engler · Erik Balzer · Stefan Bötticher           | Polónia · Paweł Laskowski · Kacper Lesniak · Krzysztof Maksel              |
| 2010 | França · Kévin Guillot · Benjamin Edelin · Julien Palma                                        | Austrália · Matthew Glaetzer · Jamie Green · Maddison Hammond     | Alemanha · Stefan Bötticher · Philip Hindes · Robert Kanter                |
| 2011 | Alemanha · Pascal Ackermann · Benjamin König · Max Niederlag                                   | França · Benjamin Edelin · Anthony Jacques · Julien Palma         | Rússia · Viktor Nenastin · Aleksander Sharapov · Nikita Shurshin           |
| 2012 | Rússia · Alexander Dubchenko · Vladislav Fedin · Alexander Sharapov                            | Austrália · Emerson Harwood · Jacob Schmid · Zachary Shaw         | México · Emmanuel Mejia · Oliver Valenzuela · Edgar Verdugo                |
| 2013 | Austrália · Jai Angsuthasawit · Patrick Constable · Alexander Radzikiewicz                     | Rússia · Sergey Gorlov · Alexander Dubchenko · Vladislav Fedin    | Alemanha · Maximilian Dörnbach · Jan May · Patryk Rahn                     |
| 2014 | Rússia · Sergey Gorlov · Alexey Nosov · Sergey Tabolin                                         | Coreia do Sul Jung Jeahee Seok Hyeyun Sua Seongjin                | Polónia · Marcin Czyszcewski · Michał Lewandowski · Patryk Rajkowski       |
| 2015 | Rússia · Sergey Isaev · Alexey Nosov · Aleksandr Vasyukhno                                     | Austrália · Cameron Scott · Conor Rowley · Derek Radzikiewicz     | Polónia · Mateusz Milek · Michał Lewandowski · Tercin Czyszczewski         |
| 2016 | Rússia · Mikhaïl Dmitriev · Pavel Rostov · Dmitry Nesterov                                     | Austrália · Cameron Scott · Conor Rowley · Harrison Lodge         | Alemanha · Nik Schröter · Carl Hinze · Félix Zschocke                      |
| 2017 | Rússia · Daniil Komkov · Dmitrii Nesterov · Pavel Rostov                                       | Alemanha · Timo Bichler · Elias Edbauer · Carl Hinze              | Reino Unido · Alistair Fielding · Hamish Turnbull · Lewis Stewart          |
| 2018 | França · Florian Grengbo · Vincent Yon · Titouan Renvoise                                      | Polónia · Oskar Filipczak · Bartosz Kucharski · Cezary Laczkowski | Rússia · Daniil Komkov · Ivan Gladishev · Danila Burlakov · Mikhail Smagin |
| 2019 | Índia · Rojit Singh Yanglem · Esow Alban · Ronaldo Singh Laitonjam · Jemsh Singh Keithellakpam | Austrália · John Trovas · Carlos Carisimo · Sam Gallagher         | Reino Unido · James Bunting · Matti Egglestone · Rhys Thomas               |

### Mulheres

#### 500 metros contrarrelógio
| Anos | Ouro                     | Prata               | Bronze                  |
| ---- | ------------------------ | ------------------- | ----------------------- |
| 1995 | Roberta Passoni          | Nancy Contreras     | Mira Kasslin            |
| 1996 | Mira Kasslin             | Nancy Contreras     | Yumari González         |
| 1997 | Yumari González          | Katrin Meinke       | Katie Parker            |
| 1998 | Rahna Demarte            | Daniela Clausnitzer | Céline Nivert           |
| 1999 | Daniela Clausnitzer      | Kerrie Meares       | Rahna Demarte           |
| 2000 | Kerrie Meares            | Christin Muche      | Mathilde Doutreluingne  |
| 2001 | Anna Meares              | Christin Muche      | Clara Sanchez           |
| 2002 | Elisa Frisoni            | Émilie Jeannot      | Jennifer Strohschneider |
| 2003 | Shuang Guo               | Qian Wang           | Émilie Jeannot          |
| 2004 | Shuang Guo               | Miriam Welte        | Jane Gerisch            |
| 2005 | Lisandra Guerra          | Lyubov Shulika      | Sandie Claro            |
| 2006 | Sandie Claro             | Lyubov Shulika      | Kaarle McCulloch        |
| 2007 | Kristina Vogel           | Huang Ting Ying     | Sabine Bretschneider    |
| 2008 | Kristina Vogel           | Victoria Baranova   | Olivia Montauban        |
| 2009 | Zhong Tianshi            | Rebecca James       | Olivia Montauban        |
| 2010 | Hyejin Lee               | Tania Calvo         | Anastasia Voinova       |
| 2011 | Anastasia Voinova        | Victoria Williamson | Daria Shmeleva          |
| 2012 | Daria Shmeleva           | elejo Ligtlee       | Lidiya Pluzhnikova      |
| 2013 | Dannielle Khan           | Mélissandre Pan     | Tian Beckett            |
| 2014 | Tatiana Kiselova         | Courtney Field      | Emma Hinze              |
| 2015 | Pauline Grabosch         | Emma Hinze          | Olivia Podmore          |
| 2016 | Pauline Grabosch         | Guo Yufang          | Kim Soo-hyun            |
| 2017 | Mathilde Gros            | Lea Friedrich       | Yana Tyshenko           |
| 2018 | Lea Friedrich            | Yana Tyshenko       | Alessa Pröpster         |
| 2019 | Marie-Divina Kouamé Taky | Alessa Pröpster     | Emma Finucane           |

#### Americana
| Anos | Ouro                                           | Prata                                         | Bronze                                               |
| ---- | ---------------------------------------------- | --------------------------------------------- | ---------------------------------------------------- |
| 2017 | Itália · Letizia Paternoster · Chiara Consonni | Rússia · Maria Novolodskaya · Daria Malkova   | França · Marie Le Net · Valentine Fortin             |
| 2018 | França · Marie Le Net · Victoria Berteau       | Rússia · Daria Malkova · Mariia Miliaeva      | Austrália · Alexandra Martin-Wallace · Alice Culling |
| 2019 | Estados Unidos · Zoe Ta-Perez · Megan Jastrab  | Reino Unido · Sophie Lewis · Elynor Backstedt | Rússia · Valeria Golayeva · Mariia Miliaeva          |

#### Corrida por pontos
| Anos | Ouro                      | Prata                | Bronze                  |
| ---- | ------------------------- | -------------------- | ----------------------- |
| 1989 | Svetlana Samokhvalova     | Sally Dawes          | Jessica Grieco          |
| 1990 | Ina-Yoko Teutenberg       | Jessica Grieco       | Elena Tchalykh          |
| 1991 | Hanka Kupfernagel         | Simona Muzzioli      | Jessica Grieco          |
| 1992 | Ina-Yoko Teutenberg       | Hanka Kupfernagel    | Maria Tsal              |
| 1993 | Maria Jongeling           | Michelle Ferris      | Anke Wichmann           |
| 1994 | Sarah Ulmer               | Ita Kryjanovskaja    | Evi Gensheimer          |
| 1995 | Maria Jongeling           | Tatiana Stiajkina    | Cathy Moncassin         |
| 1996 | Cornelia Ciro             | Oksana Saprykina     | Alessandra De Ettorre   |
| 1997 | Olga Zabelinskaïa         | Vera Carrara         | Mirella van Melis       |
| 1998 | Vera Carrara              | Olga Zabelinskaïa    | Dorota Czynszak         |
| 1999 | Nadejda Vlasova           | Rochelle Gilmore     | Juliette Vandekerckhove |
| 2000 | Lado Koedooder            | Ashley Kimmet        | Juliette Vandekerckhove |
| 2001 | Giorgia Bronzini          | Diana Elmentaite     | Natalia Boyarskaya      |
| 2002 | Miranda Vierling          | Sung Eun Gu          | Fu Shimei               |
| 2003 | Larssyn Rüegg             | Agne Bagdonaviciute  | Laura Tal               |
| 2004 | Amanda Spratt             | Choe Sun Ae          | Florence Girardet       |
| 2005 | Andrea Wolfer             | Rushlee Buchanan     | Irina Zemlyanskaya      |
| 2006 | Miga Lacota               | Elise van Hage       | Evgenia Romanyuta       |
| 2007 | Josephine Tomic           | Jenny Rios           | Iraida García           |
| 2008 | Megan Dunn                | Valentina Scandolara | Gemma Dudley            |
| 2009 | Megan Dunn                | Elena Cecchini       | Minami Uwano            |
| 2010 | Julie Leth                | Laura Kenny          | Glória Rodriguez        |
| 2011 | Maria Giulia Confalonieri | Íngrid Drexel        | Sophie Williamson       |
| 2012 | Taylah Jennings           | Sophie Williamson    | Amy Roberts             |
| 2013 | Arianna Fidanza           | Elissa Wundersitz    | Hayley Jones            |
| 2014 | Camila Valbuena           | Yumi Kajihara        | Josie Talbot            |
| 2015 | Daria Pikulik             | Yumi Kajihara        | Kristina Selina         |
| 2016 | Letizia Paternoster       | Jessica Roberts      | Wiktoria Pikulik        |
| 2017 | Maggie Coles-Lyster       | Maria Novolodskaya   | Chiara Consonni         |
| 2018 | Silvia Zanardi            | Sarah Gigante        | Shari Bossuyt           |
| 2019 | Tsuyaka Uchinio           | Valeria Golayeva     | Yareli Acevedo          |

#### Keirin
| Evento | Ouro               | Prata                | Bronze               |
| ------ | ------------------ | -------------------- | -------------------- |
| 2002   | Elisa Frisoni      | Shi Wenya            | Anastasia Tchulkova  |
| 2003   | Rebecca Borgo      | Jane Gerisch         | Ekaterina Merzlikina |
| 2004   | Shuang Guo         | Miriam Welte         | Skye-Lee Armstrong   |
| 2005   | Chloë McPherson    | Park Eun-meu         | Anna Blyth           |
| 2006   | Anna Blyth         | Anastasia Rozhkova   | Charlene Delev       |
| 2007   | Viktoria Baranova  | Josephine Butler     | Monique Sullivan     |
| 2008   | Kristina Vogel     | Olivia Montauban     | Giada Balzan         |
| 2009   | Rebecca James      | Ekaterina Gnidenko   | Annette Edmondson    |
| 2010   | Ekaterina Gnidenko | Holly Williams       | Sara Consolati       |
| 2011   | Anastasia Voinova  | Stephanie McKenzie   | Jennifer Valente     |
| 2012   | Daria Shmeleva     | Lidiya Pluzhnikova   | Jennifer Valente     |
| 2013   | Mélissandre Pan    | Dannielle Khan       | Kim Soo-jin          |
| 2014   | Nicky Degrendele   | Courtney Field       | Doreen Heinze        |
| 2015   | Emma Hinze         | Courtney Field       | Sara Kankovska       |
| 2016   | Sara Kankovska     | Glória Manzoni       | Guo Yufang           |
| 2017   | Mathilde Gros      | Steffie van der Peet | Kim Hye-sabido       |
| 2018   | Lea Friedrich      | Nikola Sibiak        | Yana Tyshenko        |
| 2019   | Alessa Pröpster    | Ella Sibley          | Nikola Seremak       |

#### Omnium
| Evento | Ouro                | Prata               | Bronze              |
| ------ | ------------------- | ------------------- | ------------------- |
| 2009   | Megan Dunn          | Giulia Donato       | Gabriela Slamova    |
| 2010   | Laura Kenny         | Isabella King       | Coryn Rivera        |
| 2011   | Taylah Jennings     | Alina Bondarenko    | Íngrid Drexel       |
| 2012   | Taylah Jennings     | Elinor Barker       | Racquel Sheath      |
| 2013   | Anna Knauer         | Soline Lamboley     | Emily Kay           |
| 2014   | Macey Stewart       | Martina Alzini      | Soline Lamboley     |
| 2015   | Danielle McKinirrey | Daria Pikulik       | Martina Alzini      |
| 2016   | Elisa Balsamo       | Michaela Drummond   | Maggie Coles-Lyster |
| 2017   | Letizia Paternoster | Maggie Coles-Lyster | Mylene de Zoete     |
| 2018   | Vittoria Guazzini   | Daria Malkova       | Marta Jaskulska     |
| 2019   | Megan Jastrab       | Eleonora Gasparrini | Ela Barnwell        |

#### Perseguição individual
| Anos | Ouro                    | Prata               | Bronze               |
| ---- | ----------------------- | ------------------- | -------------------- |
| 1987 | Janie Eickhoff          | Catherine Marsal    | Anja Fidseler        |
| 1988 | Catherine Marsal        | Svetlana Golovnia   | Gabriella Pregnolato |
| 1989 | Svetlana Samokhvalova   | Natascha Den Ouden  | Ainhoa Ostolaza      |
| 1990 | Elena Tchalykh          | Jessica Grieco      | Zoulfia Zabirova     |
| 1991 | Jessica Grieco          | Hanka Kupfernagel   | Symenko Jochinke     |
| 1992 | Hanka Kupfernagel       | Elena Tchalykh      | Anke Wichmann        |
| 1993 | Maria Jongeling         | Sarah Ulmer         | Anke Wichmann        |
| 1994 | Sarah Ulmer             | Judith Arndt        | Aurélie G'Styr       |
| 1995 | Narelle Peterson        | Nancy Contreras     | Mira Kasslin         |
| 1996 | Rachael Linke           | Sabine Meyer        | Pernille Langelund   |
| 1997 | Alayna Burns            | Gitana Gruodyte     | Monika Tyburska      |
| 1998 | Alayna Burns            | Alison Wright       | Regina Rettke        |
| 1999 | Juliette Vandekerckhove | Katherine Bates     | Rahna Demarte        |
| 2000 | Juliette Vandekerckhove | Katherine Bates     | Charlotte Becker     |
| 2001 | Lado Koedooder          | Sarah Hammer        | Charlotte Becker     |
| 2002 | Alexis Rodas            | Julie Kurzke        | Miranda Vierling     |
| 2003 | Jessie MacLean          | Egle Celanauskaite  | Marlijn Binnendijk   |
| 2004 | Marlijn Binnendijk      | Bianca Rogers       | Kimberly Geist       |
| 2005 | Lesya Kalitovska        | Bianca Rogers       | Kimberly Geist       |
| 2006 | Lesya Kalitovska        | Lauren Ellis        | Peta Mullens         |
| 2007 | Josephine Tomic         | Sarah Kent          | Lauren Ellis         |
| 2008 | Ashlee Ankudinoff       | Sarah Kent          | Gemma Dudley         |
| 2009 | Michaela Anderson       | Amy Cure            | Hanna Solovey        |
| 2010 | Amy Cure                | Laura Kenny         | Marlies Mejías       |
| 2011 | Mieke Kröger            | Georgia Williams    | Aleksandra Chekina   |
| 2012 | Kelsey Robson           | Elinor Barker       | Natalia Mozharova    |
| 2013 | Lauren Perry            | Natalia Mozharova   | Josie Talbot         |
| 2014 | Alexandra Manly         | Lisa Klein          | Lauren Perry         |
| 2015 | Justyna Kaczkowska      | Marion Borras       | Madeleine Park       |
| 2016 | Maria Novolodskaya      | Jade Ódios          | Ellesse Andrews      |
| 2017 | Ellesse Andrews         | Letizia Paternoster | Elena Pirrone        |
| 2018 | Vittoria Guazzini       | Daria Malkova       | Sophie Edwards       |
| 2019 | Ally Wollaston          | Elynor Backstedt    | Lara Gillespie       |

#### Perseguição por equipas
| Anos | Ouro                                                                                                  | Prata                                                                                  | Bronze                                                                          |
| ---- | --- | -------------------------------------------------------------------------------------- | ------------------------------------------------------------------------------- |
| 2008 | Austrália · Ashlee Ankudinoff · Sarah Kent · Megan Dunn                                               | Nova Zelândia · Gemma Dudley · Cathy Jordan · Sequoia Cooper                           | Bélgica · Jolien D'Hoore · Evelyn Arys · Jessie Daams                           |
| 2009 | Austrália · Michaela Anderson · Megan Dunn · Melissa Hoskins                                          | Rússia · Elena Lichmanova · Lidia Malakhova · Maria Mishina                            | Países Baixos · Amy Pieters · Winanda Spoor · Lotte Van Hoek                    |
| 2010 | Austrália · Amy Cure · Isabella King · Michaela Anderson                                              | Nova Zelândia · Elizabeth Steel · Alexandra Neems · Georgia Williams                   | Países Baixos · Laura van der Kamp · Claudia Koster · Kelly Markus              |
| 2011 | Austrália · Georgia Baker · Taylah Jennings · Emily Roper                                             | Rússia · Alina Bondarenko · Aleksandra Chekina · Svetlana Kashirina                    | Itália · Beatrice Bartelloni · Maria Giulia Confalonieri · Chiara Vannucci      |
| 2012 | Austrália · Georgia Baker · Taylah Jennings · Kelsey Robson                                           | Nova Zelândia · Cassie Cameron · Alysha Keith · Racquel Sheath                         | Reino Unido · Elinor Barker · Hayley Jones · Amy Roberts                        |
| 2013 | Reino Unido · Amy Hill · Hayley Jones · Emily Kay · Emily Nelson                                      | Rússia · Anastasia Buchneva · Teria Kantcyber · Natalia Mozharova · Svetlana Vasilieva | Austrália · Lauren Perry · Kelsey Robson · Macey Stewart · Elissa Wundersitz    |
| 2014 | Austrália · Alexandra Manly · Macey Stewart · Danielle McKinnirey · Josie Talbot                      | Itália · Martina Alzini · Claudia Cretti · Maria Vittoria Sperotto · Daniela Magnetto  | Nova Zelândia · Holly Edmondston · Bryony Botha · Holly White · Nina Wollaston  |
| 2015 | Nova Zelândia · Bryony Botha · Michaela Drummond · Madeleine Park · Holly White                       | Austrália · Danielle McKinirrey · Nicola MacDonald · Chloe Moran · Brooker Tucker      | Japão · Yumi Kajihara · Kie Furuyama · Yuya Hashimoto · Nao Suzuki              |
| 2016 | Itália · Elisa Balsamo · Chiara Consonni · Letizia Paternoster · Martina Stefani                      | Nova Zelândia · Michaela Drummond · Emily Shearman · Kate Smith · Nicole Shields       | França · Pauline Clouard · Typhaine Laurance · Clara Copponi · Valentine Fortin |
| 2017 | Itália · Martina Fidanza · Letizia Paternoster · Chiara Consonni · Vittoria Guazzini                  | Nova Zelândia · Ellesse Andrews · Nicole Shields · Kate Smith · Emily Shearman         | França · Laura Dá Cruz · Clara Copponi · Marie Le Net · Valentine Fortin        |
| 2018 | Itália · Vittoria Guazzini · Silvia Zanardi · Giorgia Catarzi · Sofia Collinelli                      | Nova Zelândia · Ally Wollaston · Annamarie Lipp · Sami Donnelly · McKenzie Milne       | Reino Unido · Ellie Russell · Pfeifer Georgi · Elynor Backstedt · Ella Barnwell |
| 2019 | Itália · Giorgia Catarzi · Camilla Alessio · Eleonora Gasparinni · Sofia Collinelli · Matilde Vitillo | Nova Zelândia · Emily Paterson · Mckenzie Milne · Ally Wollaston · Samantha Wollaston  | Reino Unido · Elynor Backstedt · Sophie Lewis · Eluned King · Ella Barnwell     |

#### Scratch
| Evento | Ouro                 | Prata                | Bronze                   |
| ------ | -------------------- | -------------------- | ------------------------ |
| 2002   | Ekaterina Merzlikina | Gu Sung-eun          | Belinda Goss             |
| 2003   | Myriam Morreau       | Ekaterina Merzlikina | Lê Min-hye               |
| 2004   | Annalisa Cucinotta   | Jarmila Machačová    | Bianca Rogers            |
| 2005   | Skye-Lee Armstrong   | Elizabeth Armitstead | Evgenia Romanyuta        |
| 2006   | Elise van Hage       | Evgenia Romanyuta    | Tess Downing             |
| 2007   | Iraida García        | Barbara Guarischi    | {{DEUb Anna Mosbach      |
| 2008   | Megan Dunn           | Gemma Dudley         | Colleen Hayduk           |
| 2009   | Amy Cure             | Lucie Zaleska        | Aleksandra Sosenko       |
| 2010   | Amy Cure             | Harriet Owen         | Elena Cecchini           |
| 2011   | Jennifer Valente     | Georgia Baker        | Cassie Cameron           |
| 2012   | Georgia Baker        | Sophie Williamson    | Shana Dalving            |
| 2013   | Jessica Parra        | Kinley Gibson        | Amalie Dideriksen        |
| 2014   | Amalie Dideriksen    | Soline Lamboley      | Josie Talbot             |
| 2015   | Elisa Balsamo        | Justyna Kaczkowska   | Nicola MacDonald         |
| 2016   | Rebecca Raybould     | Devaney Colar        | Kristina Clonam          |
| 2017   | Martina Fidanza      | Mylene de Zoete      | Alexandra Martin-Wallace |
| 2018   | Shin Jieun           | Marta Jaskulska      | Katharina Hechler        |
| 2019   | Ella Sibley          | Catalina Soto Campos | Ella Barnwell            |

#### Velocidade individual
| Anos | Ouro                 | Prata                 | Bronze                     |
| ---- | -------------------- | --------------------- | -------------------------- |
| 1987 | Janie Eickhoff       | Nathalie Lancien-Even | Vita Brakmanee             |
| 1988 | Felicia Ballanger    | Maria Evitejeva       | Isabelle Nguyen van Calado |
| 1989 | Magali Humbert-Faure | Sara Felloni          | Valentina Lipa             |
| 1990 | Kathrin Freitag      | Juliette Raetsch      | Tatiana Balmasova          |
| 1991 | Kathrin Freitag      | Jessica Grieco        | Juliette Raetsch           |
| 1992 | Kathrin Freitag      | Wang Yan              | Chris Witty                |
| 1993 | Ina Heinemann        | Michelle Ferris       | Natalia Tsylinskaya        |
| 1994 | Ina Heinemann        | Roberta Passoni       | Michelle Ferris            |
| 1995 | Roberta Passoni      | Evelin Boschetto      | Megan Hughes               |
| 1996 | Mira Kasslin         | Katrin Meinke         | Evelin Boschetto           |
| 1997 | Katrin Meinke        | Yumari González       | Rosealee Hubbard           |
| 1998 | Rosealee Hubbard     | Rahna Demarte         | Daniela Clausnitzer        |
| 1999 | Céline Nivert        | Tamilla Abassova      | Annamaria Scafetta         |
| 2000 | Christin Muche       | Valentina Alessio     | Mathilde Doutreluingne     |
| 2001 | Sarah Uhl            | Christin Muche        | Valentina Alessio          |
| 2002 | Elisa Frisoni        | Ekaterina Merzlikina  | Jennifer Strohschneider    |
| 2003 | Shuang Guo           | Ryu Lino-ah           | Anastasia Tchulkova        |
| 2004 | Shuang Guo           | You Jin-tem           | Miriam Welte               |
| 2005 | Lisandra Guerra      | Anna Blyth            | Élodie Henriette           |
| 2006 | Lyubov Shulika       | Anna Blyth            | Sandie Claro               |
| 2007 | Kristina Vogel       | Jessica Varnish       | Charlene Delev             |
| 2008 | Kristina Vogel       | Annette Edmondson     | Victoria Baranova          |
| 2009 | Rebecca James        | Ekaterina Gnidenko    | Zhong Tianshi              |
| 2010 | Hyejin Lee           | Ekaterina Gnidenko    | Holly Williams             |
| 2011 | Anastasia Voinova    | Stephanie McKenzie    | Victoria Williamson        |
| 2012 | Daria Shmeleva       | Caitlin Ward          | Paige Paterson             |
| 2013 | Dannielle Khan       | Nicky Degrendele      | Mélissandre Pan            |
| 2014 | Courtney Field       | Tatiana Kiselova      | Nicky Degrendele           |
| 2015 | Emma Hinze           | Courtney Field        | Kseniya Bogoyavlenskaya    |
| 2016 | Pauline Grabosch     | Guo Yufang            | Hetty van de Wouw          |
| 2017 | Mathilde Gros        | Lauren Bate-Lowe      | Lea Friedrich              |
| 2018 | Lea Friedrich        | Jiafang Hu            | Nikola Sibiak              |
| 2019 | Alessa Pröpster      | Nikola Seremak        | Emma Finucane              |

#### Velocidade por equipas
| Anos | Ouro                                                   | Prata                                                              | Bronze                                              |
| ---- | ------------------------------------------------------ | ------------------------------------------------------------------ | --------------------------------------------------- |
| 2007 | Alemanha · Kristina Vogel · Sabine Brettschneider      | Taipé Chinesa · Shu Ping Lino · Huang Ting Ying                    | Rússia · Victoria Baranova · Elena Melnichenko      |
| 2008 | França · Olivia Montauban · Magali Baudacci            | Polónia · Aleksandra Drejgier · Kornelia Maczka                    | Rússia · Victoria Baranova · Galina Streltsova      |
| 2009 | França · Olivia Montauban · Magali Baudacci            | Alemanha · Charlott Arndt · Christina Konsulke                     | Rússia · Ekaterina Gnidenko · Olga Hudenko          |
| 2010 | Rússia · Anastasia Voinova · Ekaterina Gnidenko        | Nova Zelândia · Stephanie McKenzie · Henrietta Mitchell            | Austrália · Adele Sylvester · Holly Williams        |
| 2011 | Rússia · Anastasia Voinova · Daria Shmeleva            | Austrália · Taylah Jennings · Adele Sylvester                      | Nova Zelândia · Stephanie McKenzie · Paige Paterson |
| 2012 | Rússia · Lidiya Pluzhnikova · Daria Shmeleva           | Nova Zelândia · Paige Paterson · Victoria Steel                    | Austrália · Allee Proud · Caitlin Ward              |
| 2013 | Austrália · Tian Beckett · Tennille Falappi            | Rússia · Tatiana Kiseleva · Ekaterina Rogovaya                     | Coreia do Sul Yeonhee Yang Soojin Kim               |
| 2014 | Alemanha · Doreen Heinze · Emma Hinze                  | Rússia · Tatiana Kiselova · Anna Kozinova                          | Coreia do Sul Yeonhee Yang Choi Seulgi              |
| 2015 | Alemanha · Pauline Grabosch · Emma Hinze               | Nova Zelândia · Emma Cumming · Olivia Podmore                      | Itália · Miriam Vece · Elena Bissolati              |
| 2016 | Nova Zelândia · Emma Cumming · Ellesse Andrews         | Itália · Glória Manzoni · Martina Fidanza                          | China · Guo Yufang · Chen Shaoyue                   |
| 2017 | Rússia · Yana Tyshenko · Polina Vashenko               | Alemanha · Emma Götz · Lea Friedrich                               | Reino Unido · Lauren Bate-Lowe · Georgia Hilleard   |
| 2018 | Alemanha · Lea Friedrich · Emma Götz · Alessa Pröpster | China · Lei Min · Hu Jiafang                                       | Polónia · Nikola Seremak · Nikola Sibiak            |
| 2019 | China · Fan Bingbing · Luo Jang · Sun Jingye           | Alemanha · Alessa Pröpster · Christina Sperlich · Katharina Albers | Polónia · Nikola Seremak · Nikola Wielowska         |